# 斯特凡妮·席勒
斯特凡妮·席勒（德語：Stephanie Schiller，1986年7月25日—），德国女子赛艇运动员。她曾代表德国参加2008年和2012年夏季奥林匹克运动会赛艇比赛，其中2008年奥运会获得一枚铜牌。